# Orahili Susua
Orahili Susua is een bestuurslaag in het regentschap Nias Selatan van de provincie Noord-Sumatra, Indonesië. Orahili Susua telt 1101 inwoners (volkstelling 2010).